# Офранкенайм
Офранкенайм (фр. Hohfrankenheim) — коммуна на северо-востоке Франции в регионе Гранд-Эст (бывший Эльзас — Шампань — Арденны — Лотарингия), департамент Нижний Рейн, округ Саверн, кантон Буксвиллер. До марта 2015 года коммуна административно входила в состав упразднённого кантона Ошфельден (округ Страсбур-Кампань).
Площадь коммуны — 2,76 км², население — 260 человек (2006) с тенденцией к стабилизации: 258 человек (2013), плотность населения — 93,5 чел/км².

## Население
Население коммуны в 2011 году составляло 258 человек, в 2012 году — 258 человек, а в 2013-м — 258 человек.
| 1962 | 1968 | 1975 | 1982 | 1990 | 1999 | 2006 | 2008 | 2011 | 2012 | 2013 |
| ---- | ---- | ---- | ---- | ---- | ---- | ---- | ---- | ---- | ---- | ---- |
| 186  | 159  | 173  | 177  | 217  | 271  | 260  | 257  | 258  | 258  | 258  |

Динамика населения:

## Экономика
В 2010 году из 185 человек трудоспособного возраста (от 15 до 64 лет) 141 были экономически активными, 44 — неактивными (показатель активности 76,2 %, в 1999 году — 80,3 %). Из 141 активных трудоспособных жителей работали 133 человека (74 мужчины и 59 женщин), 8 числились безработными (двое мужчин и 6 женщин). Среди 44 трудоспособных неактивных граждан 17 были учениками либо студентами, 16 — пенсионерами, а ещё 11 — были неактивны в силу других причин.